# Libnotes limpida
Libnotes limpida är en tvåvingeart som beskrevs av Edwards 1916. Libnotes limpida ingår i släktet Libnotes och familjen småharkrankar. Inga underarter finns listade i Catalogue of Life.